# نمایش (جانورشناسی)

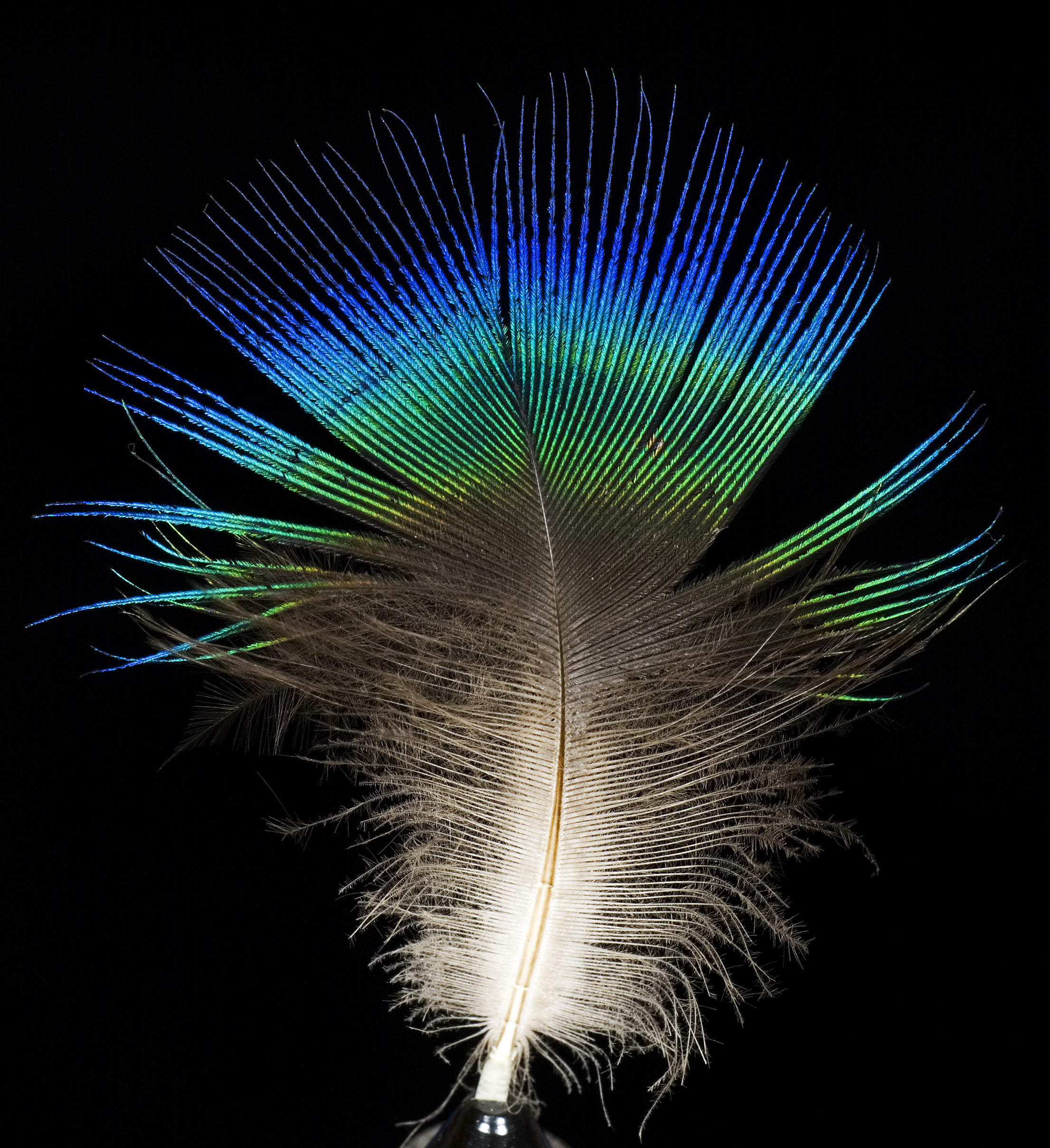
بسیاری از پرندگان نر دارای پرهای رنگارنگ برای نمایش هستند. این پر از طاووس هندی نر Pavo cristatus است.

رفتار نمایشی (به انگلیسی: Display)، مجموعه‌ای از رفتارهای تشریفاتی است که جانور را قادر می‌سازد تا با جانوران دیگر (معمولاً از همان گونه‌ها) در مورد محرک‌های خاص ارتباط برقرار کند. این رفتارهای تشریفاتی می‌توانند دیداری باشند، اما بسیاری از جانوران به ترکیبی از سیگنال‌های دیداری، شنیداری، تاکتیکی و/یا شیمیایی نیز وابسته هستند. تکامل، این رفتارهای کلیشه‌ای را به گونه‌ای طراحی کرده است که به جانوران اجازه می‌دهد تا هم به صورت مشترک و هم به صورت بین‌گونه‌ای با هم ارتباط برقرار کنند که امکان ارتباط گسترده‌تر در جایگاه‌های مختلف در یک اکوسیستم را فراهم می‌کند. از راه‌های مختلف با انتخاب جنسی و بقای گونه‌ها مرتبط است. به‌طور معمول، رفتار نمایشی برای نمایش خواستگاری بین دو جانور و برای نشان دادن به ماده که یک نر زنده آمادگی برای جفت‌گیری را دارد، به کار می‌رود. در موارد دیگر، گونه‌ها ممکن است رفتار نمایشی سرزمینی از خود نشان دهند تا قلمرو جستجوی غذا یا شکار را برای خانواده یا گروه خود حفظ کنند. شکل سوم، توسط گونه‌های مسابقه‌ای به نمایش گذاشته می‌شود که در آن نرها برای به دست آوردن «حق» تولید مثل می‌جنگند. جانوران - از بی‌مهرگانی مانند عنکبوت جهنده تا مهره‌داران پیچیده‌تر مانند فوک بندر - از طیف وسیعی از سلسله مراتب تکاملی از رفتارهای نمایشی بهره می‌برند.

## گونه‌های مسابقه‌ای

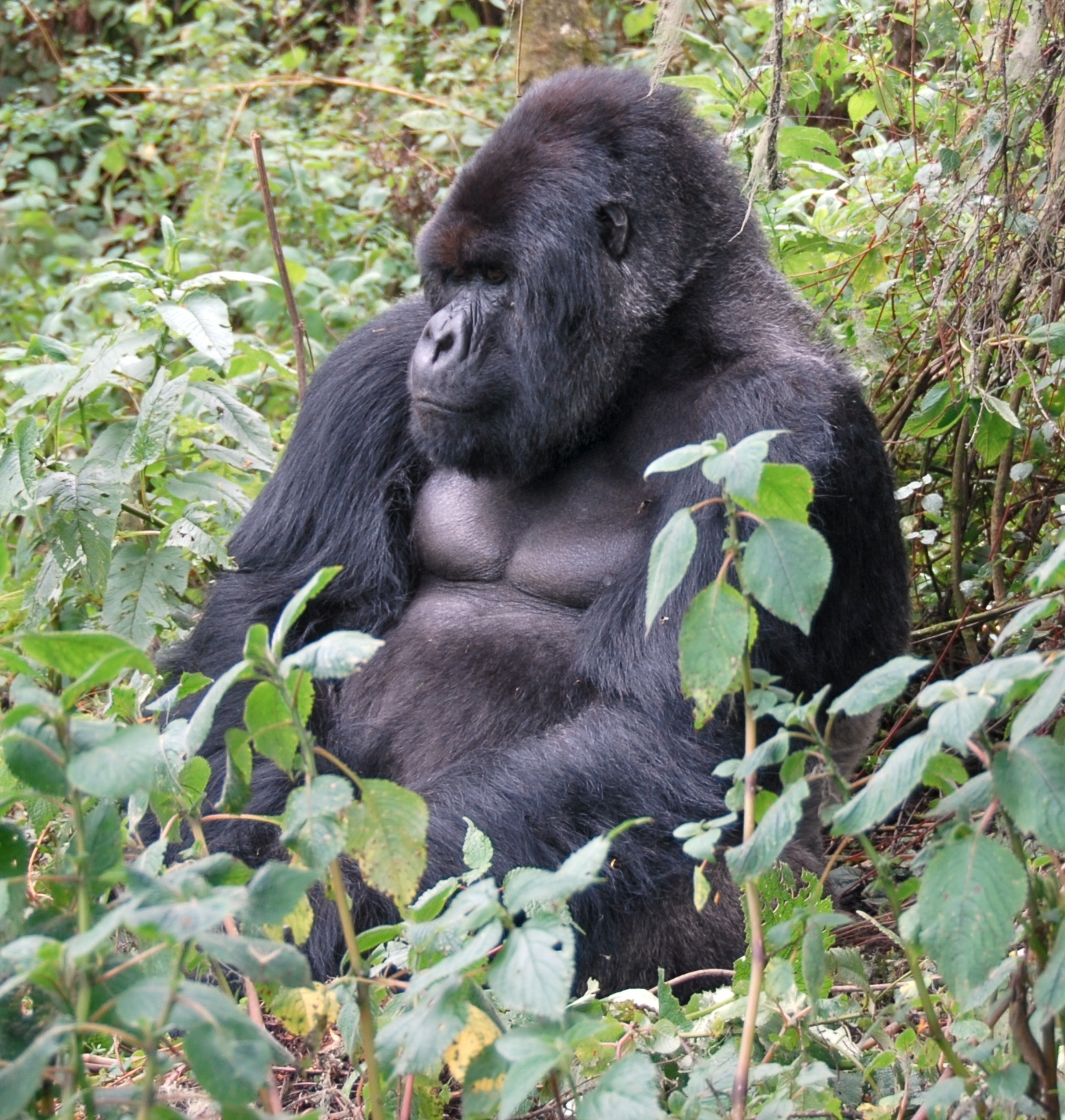
گوریل کوهی نر

گونه‌های مسابقه‌ای در جانورشناسی به گونه‌هایی گفته می‌شود که در آن‌ها اعضای یک جنس (معمولاً نر) با هم برای جفت‌گیری رقابت می‌کنند. در گونه‌های مسابقه‌ای، موفقیت تولیدمثلی گروه کوچکی از برندگان مسابقه، عمدتاً بیشتر از گروه بزرگ از بازنده‌ها است.